# 国際スノーボード連盟
国際スノーボード連盟（英: International Snowboarding Federation、ISF）は、スノーボードを世界単位でより楽しめるスポーツとして健全かつ円滑に普及、発展させるために、ヨーロッパ、北アメリカ、アジア、南半球の代表が各圏内のスノーボード協会、プロ・アマチュアライダーを代弁して活動していた機関。現在は解散され、世界スノーボード連盟が後を継いでいる。

## 概要
通常のスポーツ国際統括団体に見られるような、下部に国団体や選手会を置き、政治的方針を促すようなことは行わず、下部団体から意見を持ち寄り、国際的な場で代弁し、調整するためだけにある国際機関であった。これは、多様な意見を吸い上げ国際基盤を作るという民主主義に基づく方法に執着していたためである。

## 沿革
- 1991年5月 - スイスのチューリッヒで発足、アメリカ合衆国のコロラド州ベイルで法人組織化される。ヨーロッパ、日本、北アメリカの5カ国（PSA、JSBA、PSTA）により、スノーボーダーのためのスノーボーダーによるスノーボードの連盟という理念とともに生まれ、世界的な協力関係が始まった。初のスノーボード国際機関である。
- 1991年-1992年 - このシーズン、各国からの登録ライダー数は433名。賞金総額はUS$345,000。
- 1992年-1993年 - このシーズン、各国からの登録ライダー数は530名。賞金総額はUS$575,000。
  - 1993年1月 - オーストリアのイシュガルで第1回ISFワールドチャンピオンシップを開催。20カ国から246名参加。
- 1993年9月 - ISF ASIAが発足。
- 1993年-1994年 - ISFワールドプロツアーを開催。このシーズン、各国からの登録ライダー数は2,591名。賞金総額はUS$935,000。
  - 1994年1月2-5日 - スロベニアのログラでISFジュニアワールドチャンピオンシップを開催。18カ国から、13～18歳の選手が246名参加。
- 1994年-1995年 - ISF South-Hemisphereが発足。南半球（南アメリカ、オーストラリア、ニュージーランド）を新たなパートナーに加える。このシーズン、1,016のイベントが開催された。各国からの登録ライダー数は4,809名。賞金総額はUS$1,100,000。
  - 1995年 - スイスのダボスで第2回ISFワールドチャンピオンシップを開催。29カ国から260名参加。
  - 1995年2月20-24日 - ポーランドのザコパネで第2回ISFジュニアワールドチャンピオンシップを開催。23カ国から239名が参加。
- 1995年-1996年 - このシーズン、1,174のイベントが開催された。各国からの登録ライダー数は6,614名。賞金総額はUS$1,340,000。
  - 1996年3月7-10日 - 日本の石川県で第3回ISFジュニアワールドチャンピオンシップを開催。27カ国から284名が参加。
- 1996年-1997年 - このシーズン、1,523のイベントが開催された。各国からの登録ライダー数は10,293名。賞金総額はUS$1,450,000。
  - 1997年 - アメリカのヘブンリーバレーで第2回ISFワールドチャンピオンシップを開催。29カ国から260名参加。
  - 1997年 - フィンランドのルカで第4回ISFジュニアワールドチャンピオンシップを開催。30カ国から305名が参加。
- 1997年-1998年 - このシーズン、1,802のイベントが開催された。各国からの登録ライダー数は11,939名。賞金総額はUS$2,245,000。
  - 1998年 - スイスのグリンデルヴァルトで第5回ISFジュニアワールドチャンピオンシップを開催。30カ国から400名が参加。
- 2002年6月22日 - 解散。理事会において日本人とノルウェー人の理事2人が反対するも、アメリカ人理事3名の賛成で解散が可決。
- 2004年5月18日 - ISF ASIAが解散。

### 歴代会長
- 1991年-1992年 テッド・マーチン
- 1992年-1995年 クリスチャン・サビオ
- 1995年-1996年 シャーリー・ヒルズ（カナダ協会会長）
- 1996年-?年 レト・グートナー
- 1998年-2000年 バートランド・デヌーボ
- 2000年-2001年 マーク・シュルツ
- 2001年-2002年 ジョン・バチェ
- 2002年 ゴードン・ロビンス

## 組織
ISFメディアネットワークヨーロッパ社、ISFワールドワイドの下に各エリアISFで組織された。各エリアISFの構成団体は、各国・地域のスノーボード協会（英: National Snowboard Association、NSA）、各エリアのプロ協会（英: Pro Snowboarders Association、PSA）、スノーボード産業団体、リゾート団体であった。
各構成団体は年に1度「General Membership Meeting／General Assembly」会議を開き、新規団体の入会、理事提案、会長・副会長・事務・会計の選出、年度会計予算についてをまとめ、各エリアにおいての戦略・開発などを提案していた。
アジア、アメリカ、ヨーロッパ、南半球のエリアごと2名の理事（BoD-Board of Directors 通常は国協会から1名、プロ協会から1名）は年間を通して「Board of Directors」会議を開き、国際的に統括しなければならない戦略、方針、競技規程などについて検討、決定をしていた。具体的には、新規団体の受け入れ、委員会からの提案の決定、年間予定の確認、委員会長の選挙などが行われていた。
委員会（Commission）は、政治、財務、広報、教育、市場調査、競技、技術、総務、旅行、ユースなどがあった。

### ヨーロッパ
本部はオーストリアのインスブルックに置かれていた。
- 国際スノーボード協会（英: International Snowboard Association、ISA）
  - オーストリアスノーボード協会（ASA）
  - チェコスノーボード協会（ACS）
  - ベルギースノーボード連盟（BSF）
  - イギリススノーボード協会（BSA）
  - ブルガリアスノーボード連盟（BSF）
  - カメルーンスノーボード連盟（CSF）
  - クロアチアスノーボード協会（CSA）
  - スペインスノーボード協会（AES）
  - ポルトガルスノーボード協会（PSA）
  - フランススノーボード協会（ANS）
  - イタリアスノーボード連盟（FSI）
  - フィンランドスノーボード協会（FSA）
  - ギリシャスノーボード協会（HSA）
  - ハンガリースノーボード協会（HSA）
  - ドイツスノーボード連盟（ISF GER）
  - ラトビアスノーボード協会（LSA）
  - レバノンスノーボード協会（LSA）
  - リヒテンシュタインスノーボード協会（LSBA）
  - ルクセンブルクスノーボード協会（LSA）
  - ノルウェースノーボード連盟（NSBF）
  - ポーランドスノーボード協会（PS）
  - ルーマニアスノーボード協会（RSA）
  - スロバキアスノーボード協会（SAS）
  - スロベニアスノーボード協会（SS）
  - オランダスノーボード協会（SH）
  - スウェーデンスノーボード協会（SSF）
  - スイススノーボード協会（SSBA）
- プロスノーボーダーズ協会（英: Pro Snowboarders Association、PSA）
- ヨーロッパスノーボード産業連盟（英: European Snowboard Industry Federation、ESIF）
- 国際スノーボードリゾート協会（英: International Snowboard Resort Association、ISRA）

### ノースアメリカ
本部はアメリカのコロラド州ベイル、後にバーモント州ボンドビルに置かれた。
- アメリカスノーボード協会（USASA）、カナダスノーボード協会（CSF）、メキシコスノーボード協会（MSZ）
- プロスノーボーダーズ協会 ノースアメリカ（英: Pro Snowboarders Association North America、PSA NA）
- アメリカスノースポーツ産業協会（英: SnowSports Industries America、SIA）

### アジア
本部は日本の東京都目黒区、次いで渋谷区代々木、最終的に渋谷区南平台町のJSBA内に置かれた。
- 日本スノーボード協会（英: Japan Snowboarding Association、JSBA）、韓国スノーボード協会（英: Korean Snowboarding Association、KSBA）
- プロスノーボーダーズ協会 アジア（英: Pro Snowboarders Association Asia、PSA ASIA）
- 日本スノーボード協会公式用品委員会 のちに 日本スノーボード産業振興会（英: Snowboard Industrial Federation of Japan、SBJ）

### 南半球
- オーストラリアスノーボード協会（SAS）
- ニュージーランドスノーボード協会（NZSBA）
- アルゼンチンスノーボード協会（AAS）
- チリスノーボード協会（CSA）

## スローガン
設立から最後まで使われた団体としてのスローガンは「Snowboarding by Snowboarders for Snowboard」であった。
年度ごとのスローガンは以下の通り。
- 1998年-1999年「We belong to where we are」
- 1999年-2000年「Strong glassroots competitions edugate program」

## 会員

### コード
各国協会の会員には大会に出場するためのIDコードが交付されていた。ただし、日本においてはJSBA規約により、公認プロであるPSA会員のみにISFコードが発行されていた。PSA ASIAでは今でもこのコードを使用している。
国番号、性別番号、そして個人番号の、6～7桁の番号が割り当てられていた。国番号は、3 アルゼンチン、4 オーストラリア、5 オーストリア、6 ベルギー、、、29 イタリア、30 日本、、32 韓国、、、というように国名アルファベット順で、性別番号は0が男性、5が女性となっていた。

## 大会

### チャンピオンシップ
- ワールドチャンピオンシップ

2年に1度開催された世界最高ステイタスの大会。
- ジュニアワールドチャンピオンシップ

毎年1回開催された。競技者層の若年層が占める割合が高く、非常にハイレベルな技術とパフォーマンスが繰り広げられた。ここから多くのトッププレイヤーが誕生している。
- コンチネンタルチャンピオンシップ

### ワールドプロツアー
賞金の出るプロ向け国際大会。PSAメンバーが参加可能。
- マスターズワールドカップ

各エリア2大会まで開催され、ISFポイント上位者のみが参加可能。賞金総額$10,000以上。
- ワールドシリーズ

各エリア10大会まで開催された。
- インビテーショナル

主催者によって選ばれた選手が参加。Air & Styleやエックスゲームズ、TOYOTA BIG AIRなど。

### コンチネンタルオープン
プロへのステップとしてプロとトップアマが共に競技するオープン大会。日本ではプロトライアル。

### 各国協会公認アマチュア大会
アマチュア向け国内大会。
- ナショナルチャンピオンシップ

日本ではJSBA全日本選手権大会がこれに当たるが、アマチュアライダーにISFコードが発行されていなかったため、ISFポイントはつかなかった。
- チャレンジャー

ISFコード保持者なら誰でもエントリー可能。ポイントの低い選手はこのカテゴリーから上位カテゴリーを目指す。
- レジオナル

### 日本で開催された主な公認大会
- 1990年　ヴィクトリア・スノーボード・ワールドカップ・ジャパン'90
- 1991年2月15-17日　ヴィクトリア・スノーボード・ワールドカップ・ジャパン'91

ルスツリゾート SG・PSL・HP、賞金総額 US$36,000
- 1992年12月11-14日　ヴィクトリアカップ・I.S.F.スノーボード・ワールドプロツアー'93 イン・サホロ

サホロリゾート GS・PSL・SL、賞金総額 ¥5,000,000
- 1993年2月15-20日　I.S.F. SNOWBOARD WORLD PRO TOUR 1992/93 WORLD CUP Japan

新穂高ロープウェイスキー場 SG・PSL・HP、賞金総額 US$60,000
- 1993年3月26-28日　第10回ホワイトジャムシムスカップ

八幡平スキー場 HP、安比高原スキー場 PSL
- 1995年2月24-26日　セーラム・ワールド・スーパー・スノーボーディング'95

天神平スキー場 PSL・HP・OM（エキジビション）、賞金総額 US$50,000
- 1996年2月14-16日　ミナミ100周年記念　ミナミ・I.S.F.マスターズワールドカップ'96

苗場スキー場 HP・GS・PSL、賞金総額 US$75,000
- 1996年3月7-10日　'96スノーボードジュニア世界選手権イン石川

白山一里野温泉スキー場 PSL、白山中宮温泉スキー場 HP
- 1997年7月20-21日　J-PHONEプレゼンツISF公認スノーボードワールドツアー'97〜'98「AIR MAKE」in 東京レインボータウン

有明コロシアム SJ
日刊スポーツ新聞社が主催。8月2日にテレビ朝日で約1時間の大会特番が放送された。
渋谷のFuraで毎月1回実施されていた「S-night」は、7月21日の同イベントを「今大会出場のプロライダー達と一緒に楽しめるパーティー」を謳っていた。